# Heptafluorotantalato de potasio
El heptafluorotantalato de potasio es un compuesto inorgánico de fórmula K2[TaF7]. Es la sal potásica del anión heptafluorotantalato [TaF7]2-. Este sólido blanco soluble en agua es un producto intermedio en la purificación del tántalo a partir de sus minerales y es el precursor del metal.

## Preparación

### Industrial
El heptafluorotantalato de potasio es un producto intermedio en la producción industrial de tántalo metálico. Su producción implica la lixiviación de minerales de tántalo, como la columbita y la tantalita, con ácido fluorhídrico y ácido sulfúrico para producir el heptafluorotantalato de hidrógeno soluble en agua.
{\displaystyle {\ce {Ta2O5 + 14HF -> 2H2[TaF7] + 5H2O}}}
Esta solución se somete a una serie de pasos de extracción líquido-líquido para eliminar las impurezas metálicas (la más importante, el niobio) antes de ser tratada con fluoruro de potasio para producir K2[TaF7] por sustitución del catión
{\displaystyle {\ce {H2[TaF7] + 2KF -> K2[TaF7] + 2HF}}}   

### A escala de laboratorio
El ácido fluorhídrico es corrosivo y tóxico, por lo que resulta poco atractivo para trabajar con él; por ello, se han desarrollado varios procesos alternativos para síntesis a pequeña escala. El heptafluorotantalato de potasio puede producirse por métodos anhidro y húmedo. El método anhidro implica la reacción del óxido de tántalo con bifluoruro de potasio o bifluoruro de amonio según la siguiente reacción:
{\displaystyle {\ce {Ta2O5 + 4KHF2 + 6HF -> 2K2[TaF7] + 5H2O}}}
El método fue comunicado originalmente por Berzelius.
El K2[TaF7] también puede precipitarse a partir de soluciones en ácido fluorhídrico siempre que la concentración de HF sea inferior a aproximadamente el 42%. Las soluciones con concentraciones más altas de HF producen hexafluorotantalato de potasio [KTaF6]. La sal K también puede precipitarse a partir de una solución en ácido fluorhídrico de pentacloruro de tántalo:
{\displaystyle {\ce {5HF + 2KF + TaCl5 -> K2[TaF7] + 5HCl}}}   

## Reacciones
El K2[TaF7] se utiliza principalmente para producir tántalo metálico mediante reducción con sodio. Esto tiene lugar a aproximadamente 800 °C en sal fundida y se produce a través de una serie de vías potenciales.
{\displaystyle {\ce {K2[TaF7] + 5Na -> Ta + 5NaF + 2KF}}}
El K2[TaF7] es susceptible de hidrólisis. Por ejemplo, una solución acuosa en ebullición de K2[TaF7] produce oxifluorotantalato de potasio (K2Ta2O3F6), conocido como "sal de Marignac". Para evitar la hidrólisis y la coprecipitación del oxifluorotantalato de potasio, se añade un pequeño exceso de HF a la solución.